# Ombeline de Jully
Ombeline de Jully (ou Hombeline, ou encore Humbeline), née en 1092 à Fontaine-lès-Dijon et morte en 1141 à Jully, est une moniale bénédictine française. 
Elle est une bienheureuse catholique, fêtée le 21 août selon l'ancien Martyrologe de France, fête déplacée au 12 février au Martyrologe romain. Selon le martyrologe de Cîteaux (qui ne concerne que les moines et moniales de cet ordre), elle est également fêtée le 12 février, date qui ne semble pas correspondre à un événement particulier de sa vie.

## Biographie
Fille  de Tescelin le Roux et de la bienheureuse Aleth de Montbard, sœur de saint Bernard, Ombeline de Jully est l'épouse d'un seigneur. Elle mène une vie plutôt mondaine et insouciante tandis que ses frères se sont retirés à l'abbaye de Cîteaux. 
Elle se convertit à son tour à la vie religieuse le jour où, accompagnée d'un riche équipage, elle vint rendre visite à son frère Bernard au monastère, lequel refusa de la recevoir pour l'amener à réagir et changer de mode de vie.
En accord avec son mari, elle se retira moniale au prieuré de Jully-les-Nonnains en Bourgogne, et mourut en 1141.

### Article lié
- Abbaye de Jully-les-Nonnains
- Chapelle pointue